# Všebor II. Hrabišic
Všebor II. Hrabišic († po roce 1073) byl český šlechtic z rodu Hrabišiců.

## Život
Možná byl identický s prvním doloženým příslušníkem rodu Hrabišiců Všeborem I. Hrabišicem. Objevuje se totiž pouze na falzu hlásícím se do roku 1073, kterým král Vratislav II. zřídil na místě celly břevnovského kláštera v Opatovacích nad Labem samostatný klášter. Na listině je zmíněn, protože klášteru daroval vesnici Lodín. 
Pokud by Všebor II. byl totožný s Všeborem I. dožil by se velmi vysokého věku. Pokud by s ním identický nebyl, hypoteticky mohl být jeho synem nebo synovcem, protože jméno Všebor je typické pro rod Hrabišiců. V případě, že by Všebor II. byl synem Všebora I., byl by bratrem Kojaty I. Hrabišice a mohl by být otcem Hrabiše I. Hrabišice a Kojaty II. Hrabišice.